# Oreotrogus meruensis
Oreotrogus meruensis är en skalbaggsart som beskrevs av Decelle 1973. Oreotrogus meruensis ingår i släktet Oreotrogus och familjen Melolonthidae. Inga underarter finns listade i Catalogue of Life.